# Ceară de albine

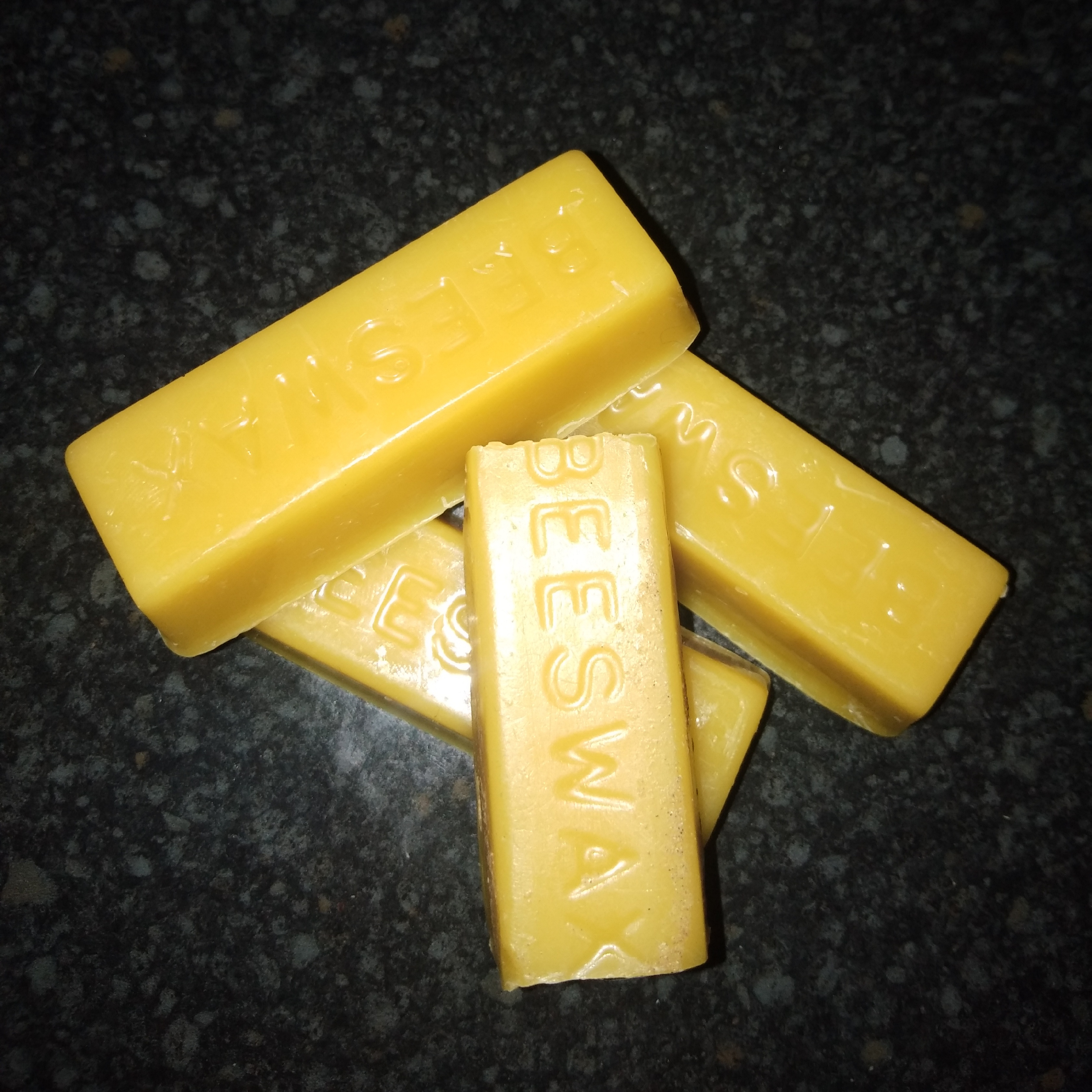
Blocuri de ceară de albine

Ceara de albine (Cera alba) este un produs secretat de glandele ceriere ale albinelor.
A fost folosită din cele mai vechi timpuri în tratamentul plăgilor infectate și al bolilor de piele, iar în farmaceutică se folosește ca emplastru.
Prelucrarea cerii de albine depinde de fiecare produs în parte. Ea se topește la aproximativ 80 C°, dar este moale și flexibilă și la temperaturi mai scăzute.

## Proprietăți fizico-chimice
Ceara de albine, la fel ca și celelalte ceruri naturale, este un amestec omogen și complex de produse chimice organice, fiecare din ele oferind cerii caracteristici bine definite și care, în ansamblu, sunt cele care determină proprietățile extraordinare care fac din ceara de albine un produs inestimabil și de neînlocuit în domeniile în care plasticitatea, fuzibilitatea, coeziunea, luciul, lustrul și multe alte caracteristici sunt indispensabile. Compoziția chimică a cerii este complexă, fiind formată din diverse tipuri de alcooli, esteri, hidrocarburi, caroteni etc. 
Printre proprietățile fizico-chimice ale cerii amintim:
- punctul de topire, care este de 62-65°C;
- punctul de solidificare este de 60,5-64°C;
- coeficientul de duritate la temperatura de 20°C, care este de 8-13 la ceara scursă din faguri, 3.6 la ceara obținută prin presare și de 1 la cea extrasă chimic.

Ceara de albine este insolubilă în apă sau alcool rece, solubilă la cald în alcool, eter, benzină, sulfură de carbon, tetraclorură de carbon, acetonă și uleiuri eterice.
Compoziția chimică schematică a cerii de albine este următoarea:
- monoesteri ai acizilor cerici, hidroxiesteri, diesteri și triesteri 71%
- esteri ai colesterilului 1%
- materii colorate (în principal 1-3 dihidroxiflavonă) 0,3%
- lactone 0,6%
- alcooli liberi 1–1,25%
- acizi cerici liberi 13,5–15,5%
- hidrocarburi 10,5–13,5%
- umiditate și impurități minerale 1–3%

În fracțiunea de esteri izolați din ceară de albine s-au recunoscut, într-un fel sau altul, următoarele:
- palmitat de miricil
- palmitat de laceril
- oleopalmitat de miricil
- hidroxipalmitat de miricil
- cerotat de miricil
- oleopalmitat de colesteril

Fracțiunea de acizi cerici liberi este constituită din:
- acid neocerotic
- acid cerotic
- acid montanic
- acid melisic

Hidrocarburile conținute în ceara de albine corespund unor catene saturate cu greutate moleculară medie, cu 15 - 31 atomi de carbon. Remarcabile sunt: pentacozanul, heptacozanul nonacozanul și hentriacontanul.

## Faguri și extragerea cerii
Ceara se extrage din faguri - cu cât sunt mai proaspeți cu atât ceara este mai pură. Pe măsură ce se învechesc și participă la creșterea unui număr mai mare de generații de puiet, la greutatea lor se adaugă o serie de substanțe neceroase, iar cantitatea de ceară scade. Înainte de extragerea cerii se recomandă sortarea fagurilor: fagurii de culoare albă cu o transparență uniformă, uscați, fără păstură dau circa 70% ceară pură, calitatea I. Pentru calitatea a II-a se separă fagurii de culoare brună cu diferite nuanțe, cu o ușoară transparență, uscați, fără impurități. În categoria a III-a intră fagurii vechi, de culoare închisă, care opresc trecerea luminii - din ei se extrage circa 40% ceară pură. 
Metode de extragere a cerii:
- prin expunerea într-un topitor solar
- prin presare
- pe cale chimică.

Prin topire solară a fagurilor de calitatea I, se obține ceară de foarte bună calitate. Fagurii mai vechi se topesc parțial în topitorul solar, însă un procent foarte ridicat de ceară rămâne neextras și rămâne în boștină. 
Extragerea prin presare  se realizează foarte bine în condiții de stupină: se sortează fagurii, se topesc separat într-un vas emailat, la foc slab și cu apă de ploaie (mai săracă în săruri minerale). Masa de ceară topită se toarnă în vasul de presare, în care s-a așezat o pânză de sac cu țesătură rară, apoi se împachetează bine. Prin înșurubare, progresiv, se împinge capacul presei, asftel că apa și ceara se scurg. Ceara se solidifică, apoi se recoltează. Se retopește pentru purificare și limpezire. Se curăță de impurități.
Procedeul chimic de extragere a cerii din fagurii vechi și boștină reprezintă o metodă modernă.

## Utilizare
Utilizarea cerii de albine de către oameni este probabil la fel de veche ca și obținerea mierii. Piese cu valoare artistică s-au produs de-a lungul timpului si până astăzi. Din această materie primă se pot modela lumânări, tablouri, sculpturi ș.a. Ceara este utilizată și pentru întreținerea și restaurarea mobilei vechi.
Utilizarea în cosmetică și în farmaceutică joacă un rol important, chiar dacă procentul în compoziția totală a produsului final este mic. Fiind un corp moale, elastic, insolubil în apă, saponificabil, ce poate fi incorporat intr-o vastă gamă de produse organice, plastic, foarte stabil, ceara este un produs adecvat pentru întrebuințări diferite: mulaje dentare, creme ce rezista la apa, creme cosmetice pe bază de săpunuri de ceară, rujuri, supozitoare, diferite produse pentru tratarea arsurilor, emulsii lichide ale diferitelor uleiuri, mijloc de introducere în formule ale altor compuși. Ceara de albine este un produs natural și o sporire constantă a întrebuințărilor ei poate determina și o creștere importantă a prețului său.

## Beneficii
Ceara de albine, din timpuri străvechi, se folosește medicină pentru prepararea numeroaselor emplastre, alifii și creme. Este bogată în vitamina A, în 100 g ceară din faguri se găsesc4 096 U.I. vitamina A, pe când în 100 g de carne de vită se găsesc numai 60 U.I. din aceeași vitamină. Ceara, în special cea albă, intră în compoziția cremelor hrănitoare, astringente pentru curățarea și albirea tenului și este folosită frecvent în prepararea măștilor pentru față. În SUA se prepară bomboane de miere, ceară și vitamine cu rol de activare a salivei sau a sucului gastric, favorizează circulația sangvină și activitatea musculară, pentru curățarea dinților de tartru și alte impurități, în special la fumători, și pentru întărirea gingiilor.